# Figli di Roma città aperta
Figli di Roma città aperta è un film documentario del 2004 diretto da Laura Muscardin. 
La pellicola è un percorso tra i luoghi del capolavoro neorealista di Roberto Rossellini Roma città aperta (1945) nel 60º anniversario delle riprese.

## Riconoscimenti
- Tribeca Film Festival
  - Wide Angle[2]